# Eljas
Eljas è un comune spagnolo di 1 166 abitanti situato nella comunità autonoma dell'Estremadura. Nel comune si parla la lingua fala, idioma affine al portoghese con molte influenze estremadurane.